# Фумарова кислота
Фума́рова кислота́ — один з двох геометричних ізомерів (транс-ізомер) етилендикарбонатної кислоти HOOCCH=CHCOOH.
Це безколірна кристалічна речовина, температура плавлення 286 °C, кипіння — 290 °C. Практично нерозчинна у воді. 

## Отримання
Фумарову кислоту отримують ізомеризацією малеїнової кислоти.
Її також можна отримати дегідратацією яблучної кислоти:
{\displaystyle {\ce {HOOC-CH(OH)-CH2-HOOC ->[H_2SO_4]HOOC-CH=CH-HOOC +H2O}}}
Ще фумарову кислоту можна отримати дегідрогалогенуванням бромбурштинової кислоти під дією спиртового розчину гідроксиду калію:
{\displaystyle {\ce {HOOC-CHBr-CH2-COOH +KOH ->[ROH]HOOC-CH=CH-COOH +KBr +H2O}}}

## Хімічні властивості
При 270 °С дегідратується з утворенням малеїнового ангідриду.
За рахунок подвійного зв'язку може приєднувати водень, галогени, галогеноводні та воду:
Як і інші карбонові кислоти, утворює солі, естери та аміди:
{\displaystyle {\ce {HOOC-CH=CH-COOH +XOH ->HOOC-CH=CH-COOX +H2O}}} (тут Х може бути металом (якщо XOH — луг) або органічним замісником (якщо спирт)).
{\displaystyle {\ce {HOOC-CH=CH-COOH +R2NH ->HOOC-CH=CH-CO-NR2 +H2O}}}

## Застосування
Використовують у виробництві синтетичних висихаючих олій, пластифікаторів тощо; замінник лимонної і винної кислот у харчовій промисловості. Фумарова кислота як харчова добавка (консерванту) позначається E297.

## Поширення
На відміну від малеїнової кислоти, яка не зустрічається у природі, фумарова може бути виявлена у грибі рутки Fumaria officinalis.